# Hispano-Suiza 35 Cr
Der Hispano-Suiza 35 Cr ist eine Baureihe von Rennwagen. La Hispano-Suiza stellte die Fahrzeuge im spanischen Barcelona her.

## Beschreibung
Es gab verschiedene Ausführungen. Gemeinsamkeit war ein Vierzylindermotor in Monoblock-Bauweise mit Wasserkühlung, der vorn im Fahrgestell eingebaut war und die Hinterachse antrieb.
Die erste Variante entstand 1909. Gemäß dem Reglement der Copa de Cataluña war die Zylinderbohrung auf 65 mm beschränkt. Zusammen mit 140 mm Hub ergab das 1858 cm³ Hubraum. 1910 wurde der Hub auf 180 mm verlängert und damit der Hubraum auf 2389 cm³ erhöht. Die dritte Version, ebenfalls von 1910, hatte 200 mm Hub und 2655 cm³ Hubraum. Eine andere Quelle gibt 28 PS für den kleinen Motor, 29 PS für den mittelgroßen Motor. und 45 PS für den großen Motor an.
1912 gab es mindestens ein weiteres Fahrzeug für die Copa de España. 69 mm Bohrung und 200 mm Hub ergaben 2991 cm³ Hubraum. Der Motor leistete 51 PS.
Der Radstand betrug 240 cm.
Aufbauten waren jeweils offene Roadster mit zwei Sitzen nebeneinander.

## Renneinsätze
Am 29. Mai 1910 starteten Jean Chassagne, Louis Pilleverdier und Paul Zuccarelli bei der Copa de Cataluña. Chassagne wurde Vierter, während die beiden anderen ausfielen.
Beim Bergrennen am Mont Ventoux am 21. August 1910 errang Chassagne den dritten Platz in der Gesamtwertung. Gleichzeitig bedeutete das Platz zwei in der Klasse für Voiturettes. Pilleverdier wurde Klassenvierter.
Beim Coupe des Voiturettes in Ostende am 4. September 1910 wurde Zuccarelli Sieger und Pilleverdier Dritter. Chassagne fiel aus.
14 Tage später beim Coupe des Voiturettes in Boulogne-sur-Mer erreichten Zuccarelli, Chassagne und Pilleverdier die Plätze eins, drei und sechs.
Am 27. und 28. September 1910 erzielte Pilleverdier jeweils den zweiten Platz in der Klasse für Voiturettes beim Rennen von Irura nach Villabona und beim Bergrennen am Monte Igueldo. Chassagne wurde einmal Vierter, einmal Dritter.
Bei der Copa de España 1912 erlangen Ramón Ortas, Luis Carreras und Paul Rivière die ersten drei Plätze.
Beim Bergrennen am Mont Ventoux am 11. August 1912 wurde Rivière Erster seiner Klasse und Gesamtzehnter.
2 Wochen später errang Rivière bei mehreren Rennen beim Meeting de Boulogne erste, zweite und dritte Plätze.
Am 9. September 1912 belegte Rivière Rang acht bei einem Rennen in Le Mans.

## Produktionszahlen
Von den ersten drei Varianten entstanden jeweils drei Fahrzeuge. Sie erhielten die Seriennummern 462 bis 464, 501 bis 503 und 601 bis 603.